# Domino Day
Domino Day je bio pokušaj obaranja svjetskog rekorda u najvećem broju srušenih domino pločica kojeg je organizirao nizozemski Endemol od 1998. do 2009. godine. Zajedno s Weijers Domino Productionsom Robina Paula Weijersa, također poznatog kao i Mr. Domino, stranke su se udružile da postave novi svjetski rekord. Produkcija se uglavnom organizirala u WTC-Expou u Leeuwardenu, Nizozemskoj.

## Pokušaji obaranja rekorda
| Datum       | Godina | Tema                                                                                             | Lokacija               | Rezultat | Broj srušenih domina | Ukupan broj domina | %    | Početno domino rušio/la |
| ----------- | ------ | ------------------------------------------------------------------------------------------------ | ---------------------- | -------- | -------------------- | ------------------ | ---- | ----------------------- |
| 23. kolovoz | 1998.  | Domino D-Day: Zemlja vizije (visionland)                                                         | Leeuwarden, Nizozemska | Uspjeh   | 1,605,757            | 2,300,000          | 69.8 | Linda de Mol            |
| 5. studeni  | 1999.  | Domino Day: Europa bez granica (Europa ohne Grenzen)                                             | Zuidlaren, Nizozemska  | Uspjeh   | 2,472,480            | 2,500,000          | 98.9 | Hans Klok               |
| 3. studeni  | 2000.  | Domino Day: Akcija - Reakcija (Action - Reaction)                                                | Zuidlaren, Nizozemska  | Uspjeh   | 2,977,678            | 3,112,000          | 95.7 | Lionel Richie           |
| 16. studeni | 2001   | Domino Day: Premošćivanje svijeta (Bridging the World)                                           | Maastricht, Nizozemska | Uspjeh   | 3,540,562            | 3,750,000          | 94.4 | Kylie Minogue           |
| 15. studeni | 2002.  | Domino Day: Izražaji za milijune (Expressions for Millions)                                      | Leeuwarden, Nizozemska | Uspjeh   | 3,847,295            | 4,000,000          | 96.2 | Nick Carter             |
| 12. studeni | 2004.  | Domino Day: Izazov (The Challenge)                                                               | Leeuwarden, Nizozemska | Uspjeh   | 3,992,397            | 4,250,000          | 93.9 | Shania Twain            |
| 18. studeni | 2005.  | Domino Day: Domino kazalište vječnih priča (Domino Theatre of Eternal Stories)                   | Leeuwarden, Nizozemska | Uspjeh   | 4,002,136            | 4,321,000          | 92.6 | Anastacia               |
| 17. studeni | 2006.  | Domino Day: Glazba u pokretu (Music in Motion)                                                   | Leeuwarden, Nizozemska | Uspjeh   | 4,079,381            | 4,400,000          | 92.7 | Kim Wilde               |
| 16. studeni | 2007.  | Domino Day: Padanje u život (Falling into Life)                                                  | Leeuwarden, Nizozemska | Neuspjeh | 3,671,465            | 4,500,000          | 81.6 | Katie Melua             |
| 14. studeni | 2008.  | Domino Day: Proslava 10 godina Domino Dayja (Celebrating 10 years of Domino Day)                 | Leeuwarden, Nizozemska | Uspjeh   | 4,345,027            | 4,500,000          | 96.6 | Salima Peippo           |
| 13. studeni | 2009.  | Domino Day: Svijet u dominu - Predstava s tijekom (The World in Domino - The Show with the Flow) | Leeuwarden, Nizozemska | Uspjeh   | 4,491,863            | 4,800,000          | 93.6 | Jeroen de Meij          |

## Ponavljajući elementi

### Graditeljski izazov
Od 2004. godine je svaki Domino Day sadržavao graditeljske izazove, s tri izazova u 2004. i 2005. te četiri izazova od 2006. godine. Graditelji su obično odabrani u parovima za svaki graditeljski izazov. Odabrani graditelji tada moraju dovršiti bitne dijelove postavljena izazova, dok se domina negdje već ruše, kako bi omogućili da se drugo polje domina sruši. Ti izazovi su obično u obliku popunjavanja praznina između domina prije nego što rušeća domina stignu do istih.
| Rezultati graditeljskih izazova | Rezultati graditeljskih izazova | Rezultati graditeljskih izazova | Rezultati graditeljskih izazova | Rezultati graditeljskih izazova |
| Godina                          | 1                               | 2                               | 3                               | 4                               |
| ------------------------------- | ------------------------------- | ------------------------------- | ------------------------------- | ------------------------------- |
| 2004.                           | Uspjeh                          | Neuspjeh                        | Neuspjeh                        |                                 |
| 2005.                           | Uspjeh                          | Neuspjeh                        | Prevaren                        |                                 |
| 2006.                           | Neuspjeh                        | Neuspjeh                        | Neuspjeh                        | Uspjeh                          |
| 2007.                           | Neuspjeh                        | Uspjeh                          | Uspjeh                          | Neuspjeh                        |
| 2008.                           | Uspjeh                          | Neuspjeh                        | Uspjeh                          | Uspjeh                          |
| 2009.                           | Neuspjeh                        | Neuspjeh                        | Neuspjeh                        | Uspjeh                          |

Za događaj u 2005. godini, domina koja su se srušila tijekom trećeg graditeljskog izazova nisu uračunata za rekord, jer je utvrđeno da je jedan od graditelja ponovno pokrenuo domino niz nakon što je isti stao zbog dva domina koji su bili postavljeni predaleko jedan od drugog. U događaju u 2006. godini, drugi i treći graditeljski izazovi su bili uspješni na način da su izazovi izvršeni, ali se zbog netočnog proračuna vremena rampe nisu podigle, zaustavljajući tok prije nego što je dosegnuo polja.

### Spore domino pločice
Od 2006. godine, serije "sporih domino pločica" su postavljene taman prije zadnjeg graditeljskog izazova. Spore domino pločice su relativno velike, prozirne domino pločice ispunjene obojanih prahom, a svaka spora pločica sadrži prah druge boje. Nadomak prve spore pločice, njen prah se počinje isipavati (slično pješčanom satu) sve dok ne postane dovoljno lagana da se prevrne, udarajući drugu sporu pločicu. Proces traje otprilike minutu po sporoj domino pločici. Spore domino pločice su korištene kao prilika za promidžbeni program, prikazivanja istaknutih dijelova emisije, intervjue itd. Graditelji za zadnji graditeljski izazov su također odabirani tijekom rušenja sporih pločica, a sam izazov počinje nakon pada zadnje spore domino pločice.

## Emitiranje u svijetu
| Država                                  | Naziv                                         | Voditelj(i)                                                              | Televizijski kanal                       | Uživo | Godina/e      |
| --------------------------------------- | --------------------------------------------- | ------------------------------------------------------------------------ | ---------------------------------------- | ----- | ------------- |
| Austrija                                | Domino Day                                    | Marie Christine Giuliani (2000. – 2002.), Armin Assinger (2004. – 2009.) | ORF eins                                 | Da    | 2000. – 2009. |
| Belgija                                 | Domino D-Day (1998.) Domino Day               | Stefan van Loock                                                         | vtm                                      | Da    | 1998. – 2009. |
| Francuska                               | Domino Day - Record du monde                  | Denis Brogniart; Flavie Flament, Dave (2001. – 2005.)                    | TF1 (2001. – 2005.), TMC (2006. – 2009.) | Da    | 2001. – 2009. |
| Francuska                               | Domino Day - Les records les plus incroyables | Valérie Bénaïm                                                           | D8                                       | Ne    | 2014.         |
| Grčka                                   | Ημέρα του ντόμινο                             | Katerina Karavatou, Fotis Sergoulopoulos                                 | ANT1                                     | Da    | 2008. – 2009. |
| Hrvatska                                | Domino Day                                    | -                                                                        | RTL Televizija                           | Ne    | 2006. – 2009. |
| Mađarska                                | Dominó-nap                                    | Zoltán Szujó, Éva Horváth                                                | RTL Klub                                 | Da    | 2000. – 2009. |
| Nizozemska Originalni format, Producent | Domino D-Day (1998.) Domino Day               | Hans Kraay, Jr., Wendy van Dijk (1998. – 2002.), Nance (2004. – 2009.)   | SBS 6, NET 5 (1999.)                     | Da    | 1998. – 2009. |
| Njemačka Producent                      | Domino Day                                    | Linda de Mol (1998. – 2002.), Frauke Ludowig (2004. – 2009.)             | RTL                                      | Da    | 1998. – 2009. |
| Poljska                                 | Dzień Domina                                  | -                                                                        | TVN                                      | Da    | 2005. – 2009. |
| Rusija                                  | День домино                                   | Egor Pirogov (егор пирогов)                                              | REN TV                                   | Ne    | 2006. – 2009. |
| SAD                                     | Domino Day 2001                               | Rich Eisen                                                               | ABC                                      | Ne    | 2001.         |
| Slovačka                                | Domino Day                                    | -                                                                        | TV JOJ                                   | Da    | 2006. – 2009. |
| Španjolska                              | Domino Day                                    | Constantino Romero (2001. – 2002.), Carlos Sobera (2004. – 2009.)        | Antena 3                                 | Ne    | 2001. – 2009. |
| Ujedinjeno Kraljevstvo                  | Domino Day                                    | Christian Stevenson                                                      | Channel 5                                | Ne    | 2005. – 2009. |

## Gledanost
| - Nizozemska (SBS6): 3 800 000 - Njemačka (RTL Njemačka): 9 500 000 - Nizozemska (Net5): 2 700 000 - Njemačka (RTL Njemačka): 11 960 000 - Francuska (TF1): 8 616 000 - Nizozemska (SBS6): 3 407 500 - Mađarska (RTL KLUB): 2 472 970 - Austrija (ORF): 1 238 000 - Sjedinjene Države (ABC): 9 400 000 - Španjolska (Antena3): 1 826 000 - Njemačka: 12 680 000 - Francuska: 7 600 000 - Nizozemska: 3 369 602 - Mađarska: 1 367 320 - Austrija: 926 000 - Belgija: (Kanaal2 i 2BE): 836 400 - Španjolska: 1 299 000 - Nizozemska: 2 366 000 - Francuska: 3 112 543 - Mađarska: 3 148 196 - Nizozemska: 2 405 000 - Mađarska: 2 978 611 - Njemačka: 6 960 000 - Nizozemska: 2 068 000 - Belgija: 342 000 - Mađarska: 2 997 817 - Nizozemska: 2 658 000 - Belgija: 477 240 - Njemačka: 6 000 000 - Poljska (TVN): 3 000 000 - Mađarska: 6 454 010 - Slovačka: 373 000 - Nizozemska: 2 742 000 - Njemačka: 7 570 000 - Belgija: 850 000 - Nizozemska: 3 400 000 - Belgija: 890 000 - Njemačka: 5 900 000 |

## Vanjske poveznice
- Endemol
- Weijers Domino Productions  Arhivirana inačica izvorne stranice od 17. prosinca 2014. (Wayback Machine)
- Svjetski rekordi u rušenju domino pločica